# Claudio Monteverdi

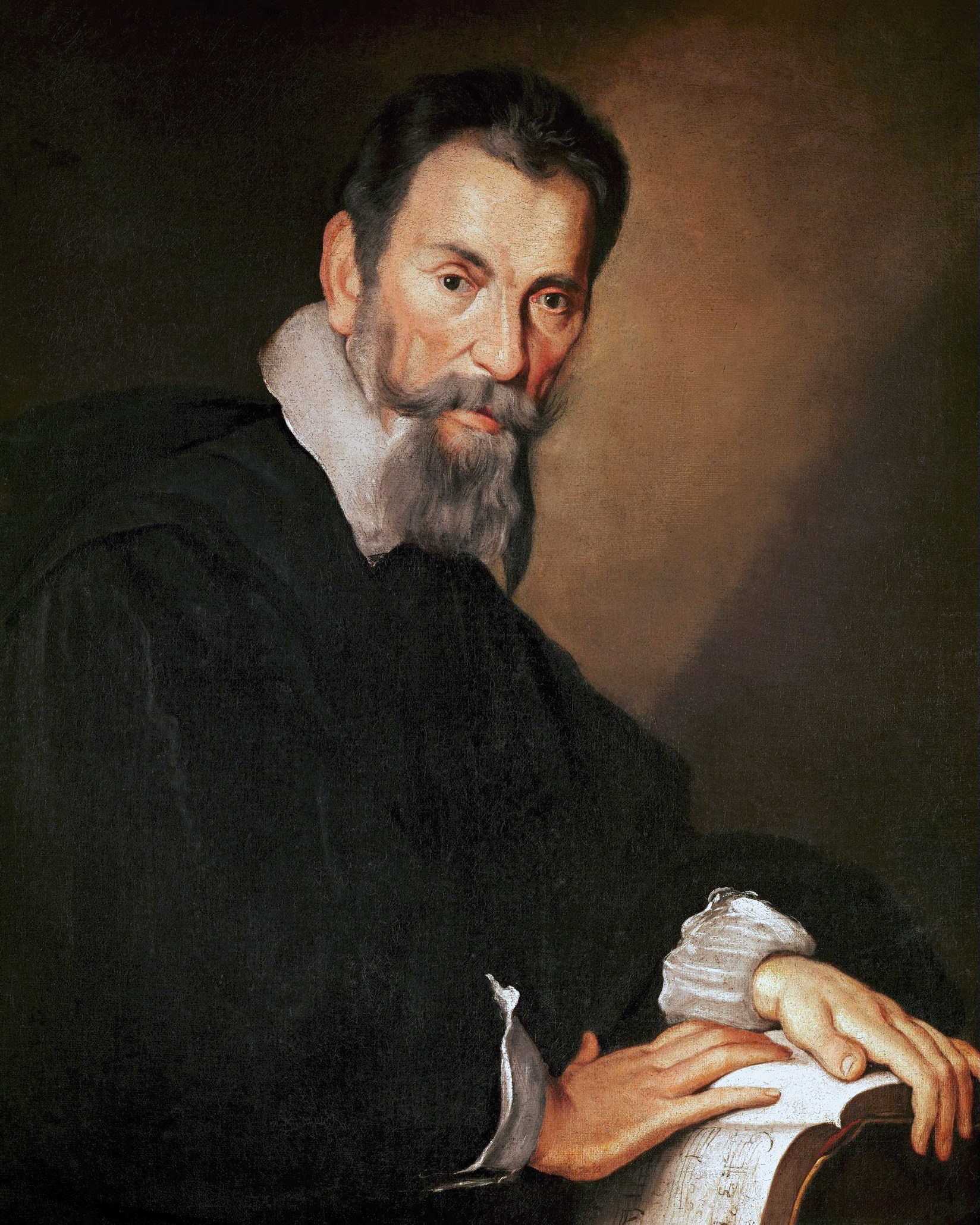
Claudio Monteverdi (1567–1643).
Porträt von Bernardo Strozzi um 1630

Claudio Zuan Antonio Monteverdi (auch Monteverde; getauft 15. Mai 1567 in Cremona; † 29. November 1643 in Venedig) war ein italienischer Komponist, Gambist, Sänger und katholischer Priester.
Sein Werk markiert die Wende der Musik von der Renaissance zum Barock. Daneben gilt Monteverdi als bekanntester Pionier und Wegbereiter der frühen Oper und setzte vor allem mit L’Orfeo neue Akzente. Letztere gilt in einigen Quellen gar als erste Oper überhaupt.

## Leben

### Jugendzeit
Claudio Monteverdi war der älteste Sohn des Wundarztes Baldassare Monteverdi (* um 1542), der auch als Barbier arbeitete, und dessen Ehefrau Maddalena, geb. Zignani. Er hatte noch eine Schwester, Maria Domitilla (* 1571), und einen Bruder, Giulio Cesare (1573–1630/1631). Nach dem Tod seiner Mutter (um 1576) heiratete sein Vater ein zweites Mal. Dieser Ehe entstammten drei Kinder, darunter die Tochter Clara Massimilla (* 1579) und der Sohn Luca (* 1581). Obwohl Baldassare Monteverdi in bescheidenen Verhältnissen lebte und bis 1566 seine Arbeit in einem kleinen, vom Kapitel des Bistums Cremona gemieteten Geschäft ausführte, ließ er seinen zwei Söhnen aus erster Ehe eine gründliche musikalische Erziehung bei Marc’Antonio Ingegneri, dem Kapellmeister des Domes von Cremona, zukommen. Ingegneris Einfluss findet sich in Claudios erster Werksammlung Sacrae cantiunculae wieder, die er 1582 mit 15 Jahren im Druck veröffentlichte. Er bezeichnet sich darin als Schüler des herausragenden Ingegneri (Egregii Ingegnerii Discipulus). 1583 erschien ein Buch mit Madrigali spirituali, von dem nur ein Bassstimmbuch erhalten ist. Im Jahr 1587 folgte dann die Veröffentlichung seines ersten Madrigalbuchs, das nunmehr nur weltliche Werke enthielt.

### Mantua

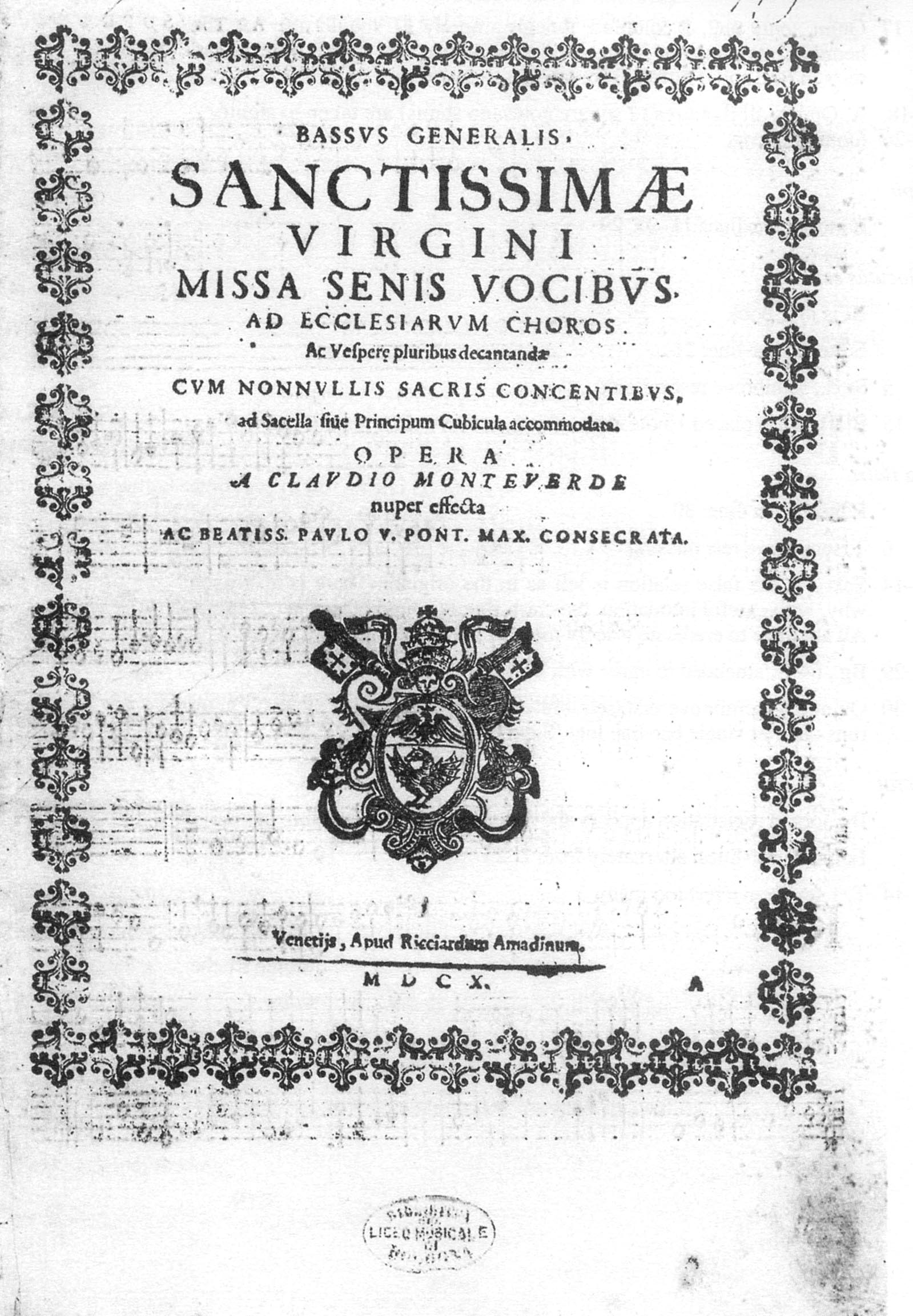
Titelseite einer Stimme (des Generalbasses) der Marienvesper

1590 wurde Monteverdi an den Hof des Herzogs Vincenzo I. Gonzaga als Sänger und Violist nach Mantua bestellt, wo er 22 Jahre lang bleiben sollte. Er fand dort mit einem vollständigen Orchester und herausragenden Solisten außergewöhnlich gute Bedingungen vor. Dort wurde Monteverdi 1594 „Cantore“. Er heiratete die Sängerin Claudia Cattaneo, die Tochter eines ansässigen Musikers.
1595 begleitete er den Herzog auf seinem ersten Feldzug gegen das osmanische Reich im Süden der Pannonischen Tiefebene. An dieser Reise nahm außerdem der Kastrat Girolamo Bacchini und der Dichter Giambattista Marino teil.
1597 bereiste er mit dem Orchester Flandern, wo er die großen Meister des franko-flämischen Stils kennenlernte. Nach seiner Rückkehr wurde er 1601 zum Kapellmeister berufen, trotz der Angriffe von Giovanni Maria Artusi, welcher den harmonischen Neuerungen von Monteverdi zu viel „Modernität“ vorwarf, da er im Dienste des Ausdrucks die alten Regeln des Kontrapunktes missachtete.
Trotz seiner Verpflichtungen gegenüber dem Hof komponierte Monteverdi von 1590 bis 1605 vier weitere Madrigalbücher. Von der Monodie mit ihrer Betonung klarer Melodielinien, verständlichen Texten und einer zurückhaltend begleitenden Musik war es nur ein kurzer, logischer Schritt zur Entwicklung der Oper. 1607 komponierte er eine der ersten ihrer Art, L’Orfeo, die als Auftragsarbeit anlässlich des jährlichen Karnevals in Mantua erschien und am 24. Februar uraufgeführt wurde; zum Einsatz kamen unter anderen die beiden Kastraten Giovanni Gualberto Magli und Girolamo Bacchini als Mezzosoprane. Die Oper war auf Anhieb ein großer Erfolg.
Vom Tod seiner Frau, die im September 1607 in Cremona begraben wurde, zeigte sich Monteverdi tief getroffen. Nachdem er sich zunächst geweigert hatte, nach Mantua zurückzukehren, komponierte er dort 1608 eine weitere Oper, L’Arianna, von der nur das Lamento überliefert ist.
1610 komponierte Monteverdi sein heute vielleicht bekanntestes Sakralwerk, die sogenannte Marienvesper (Vespro della Beata Vergine). Nach dem Tod des Herzogs Vincenzo im Jahr 1612 wurde Monteverdi von dessen für Musik wenig empfänglichem Nachfolger entlassen.

### Venedig

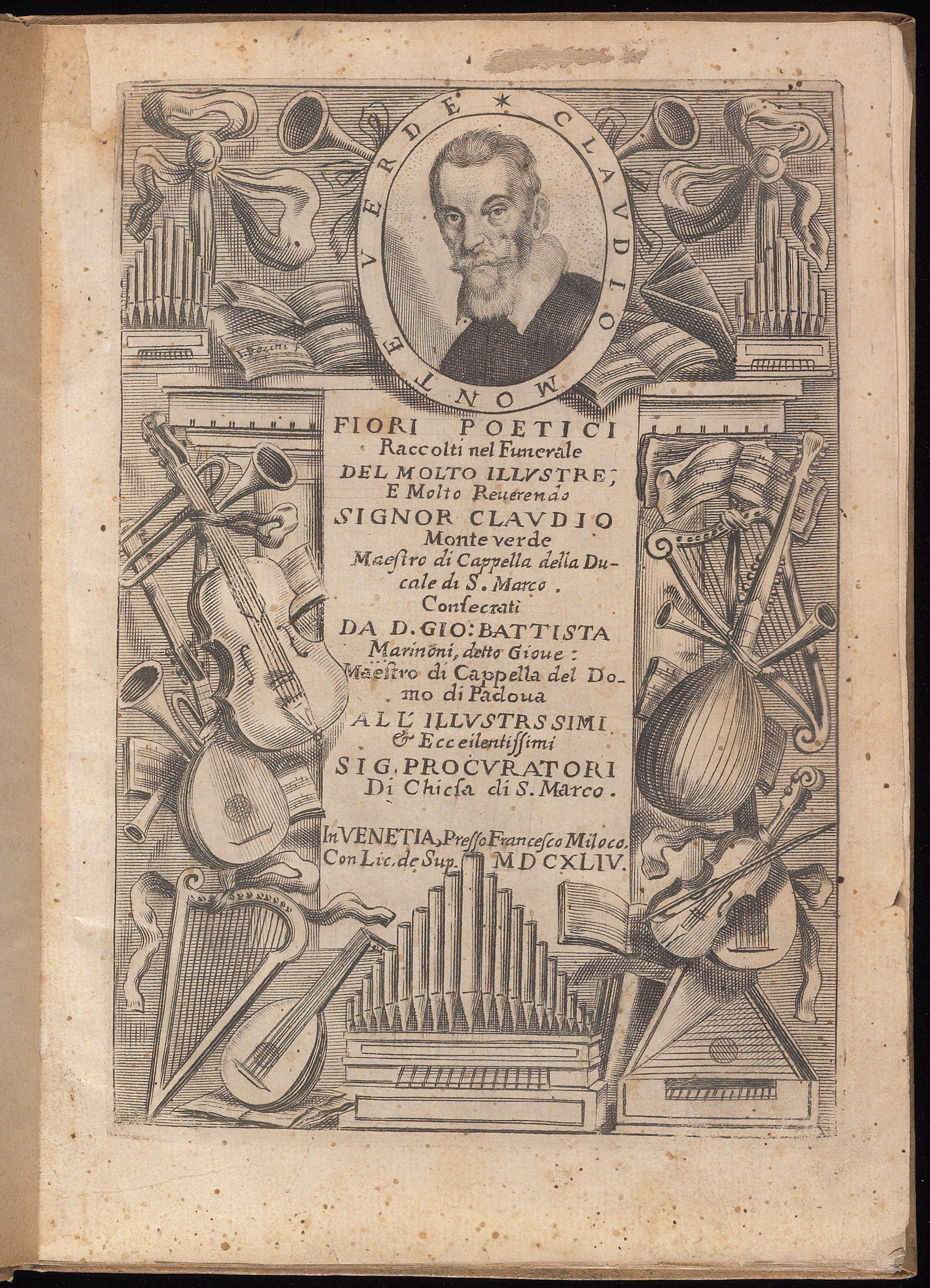
Titelblatt 'Fiori poetici' 1644. Das Porträt gilt als das einzige authentische Bildnis

Nach einem kurzen Aufenthalt in Cremona wurde Monteverdi nach dem Tod von Giulio Cesare Martinengo (1564/1568 –1613) einstimmig zum Kapellmeister des Markusdoms in Venedig ernannt, einem der bedeutendsten musikalischen Ämter der damaligen Zeit, wo er den Chor wiederbelebte, neue virtuose Sänger wie Francesco Cavalli engagierte, neue Noten einkaufte, das Singen von Messen an Wochen- und Festtagen wieder einführte und dafür sorgte, dass die Mitglieder des Instrumentalensembles Monatslöhne erhielten, anstatt wie bisher auf Tagesbasis bezahlt zu werden. Damit begannen seine wohl angenehmsten und produktivsten Jahre. Parallel zu zahlreichen geistlichen Werken führte Monteverdi sein weltliches Werk weiter und veröffentlichte zwischen 1614 und 1638 die Madrigalbücher VI bis VIII.
Nach dem Tod seines Sohnes, der der Pestepidemie während des Mantuanischen Erbfolgekriegs zum Opfer fiel, wurde Monteverdi zusehends krank. 1632 ließ er sich, auch unter dem Eindruck einer Pestepidemie, zum Priester weihen. Insbesondere durch die Eröffnung des ersten öffentlichen Opernhauses in Venedig im Jahre 1637 angeregt, verfasste er weitere Bühnenwerke, darunter Il ritorno d’Ulisse in patria (1640) und L’incoronazione di Poppea (1642). Zeitgleich überwachte er die Ausgabe seiner ausgewählten geistlichen Musik in der Sammlung Selva morale e spirituale (1641). Nach einer letzten Reise nach Cremona und Mantua starb er 1643 in Venedig, wo ihm ein feierliches Begräbnis zuteilwurde. Sein Grab befindet sich in der Kirche Santa Maria Gloriosa dei Frari in der ersten der vier Kapellen, die den Hauptchor flankieren.

### Söhne
Zusammen mit seiner 1607 verstorbenen Ehefrau hatte Monteverdi zwei Söhne: Francesco wurde später Tenorsänger am Markusdom. Massimiliano studierte Medizin und wurde 1627 auf Befehl der Inquisition wegen der Lektüre verbotener Bücher verhaftet. Nach der Zahlung eines Lösegeldes durch seinen Vater kam Massimiliano ein Jahr später aus dem Gefängnis frei und praktizierte als Arzt in Cremona bis zu seinem Tod im Jahr 1661.

## Bedeutung
Monteverdi führte die von den Florentinern (vor allem Jacopo Peri) kurz vor der Jahrhundertwende als neue musikalische Form entwickelte Oper durch „behutsames Zurückführen der Florentiner Pioniertaten auf den Boden der Musik und ihrer Eigengesetzlichkeiten“ zu ihrem ersten Höhepunkt und erntete bereits zu Lebzeiten großen Ruhm. Dabei arbeitete er musikdramatische Einheiten heraus, Akte und Szenen haben je einen eigenen „Ton“, andererseits sorgen Wiederaufnahmen von musikalischen Einheiten für „Integration“. Im Gegensatz zur Pastoraloper Peris ohne Konflikt und Emilio de’ Cavalieris allegorischem Spiel vereint der Orfeo Handlung und Konflikt und kann daher als erste „eigentliche“ Oper angesehen werden. Insgesamt komponierte er mindestens 18 Opern; aber nur L’Orfeo, L’Incoronazione di Poppea und Il ritorno d’Ulisse in patria blieben erhalten.
Monteverdi entwickelte am Ende der Gattungsgeschichte das Madrigal grundlegend weiter. Konzertierende Satzweise und Verwendung instrumentaler Praktiken mit ihrer Motorik auch in der Gesangsmelodie, Bevorzugung dramatischer gegenüber lyrischer Texte und die „Tendenz weg von der Schilderung, hin zu individuellen Gefühlsäußerungen“ haben zur Folge, dass im 8. Madrigalbuch „Madrigale von Liebe und Krieg“ (Madrigali guerrieri et amorosi) „Madrigal“ nur noch ein Sammelname für „weltliche Vokalmusik“ ist. Insgesamt demonstrieren die acht Bücher den bedeutenden Schritt vom polyphonen Stil der Renaissancemusik zum monodischen Stil des Barock.
In formaler Hinsicht ist Monteverdi der Erfinder des Basso ostinato, der sich in unterschiedlichen Formen bis in die moderne Popmusik fortgesetzt hat. Den gehenden Bass mit seinen regelmäßig schreitenden Viertelnoten erfand er im Zusammenhang mit der Szene in L’Orfeo, in der Orpheus mit Eurydike den Weg von der Unterwelt in die Welt der Lebenden geht. Zudem geht das diatonisch absteigende Tetrachord, das als Lamentobass in der Barockmusik und bisweilen darüber hinaus eine zentrale Rolle spielte, auf Monteverdis Lamento della Ninfa aus dem 8. Madrigalbuch zurück.
Seit dem Konzil von Trient galt ein Stil für liturgische Komposition für verbindlich, der „frei von weltlichen Einflüssen und um Textverständlichkeit bemüht“ war. Monteverdi kombinierte 1610 in Vespro della Beata Vergine da concerto SV 206–206a die sehr konservative Messe In illo tempore SV 205 mit Vesperpsalmen und Motetten ohne liturgischen Zweck in unterschiedlichem, zum Teil modernstem Stil. Schon im Eröffnungsstück wird auf kühne Weise die aus L’Orfeo übernommene „weltlich anmutende“ Toccata mit dem zunächst auf einem einzigen Ton skandierenden Cantus firmus verschmolzen, im zweiten Psalm erhält der Gregorianische Choral durch unablässige Variation mitunter tänzerischen oder kriegerischen Charakter, geistliche Konzerte kommen der monodischen Form nahe und in Sonata sopra Sancta Maria wird eine Singstimme in ein Instrumentalkonzert eingebaut. Die regelwidrigen Dissonanzen der weltlichen Musik finden sich in der Marienvesper jedoch kaum.
Monteverdi hat auch mit theoretischen Äußerungen die spätere Musikgeschichtsschreibung beeinflusst: In seiner Auseinandersetzung mit Giovanni Maria Artusi sprach er im Vorwort seines 5. Madrigalbuchs von „Seconda pratica, overo perfettione della moderna musica“. In der Vorrede zu seinem 8. Madrigalbuch behauptet Monteverdi, er selbst habe mit der Erfindung eines bislang fehlenden „erregten Stils“ („genere concitato“) die Musik erst „vollständig“ bzw. „vollkommen“ gemacht.
Nach seinem Tod geriet Monteverdi lange Zeit in Vergessenheit; erst mit Gian Francesco Malipiero, der Monteverdis Kompositionen von 1916 bis 1942 in sechzehn Bänden veröffentlichte, erwachte wieder das Interesse an seinem Werk. Ein Werkverzeichnis, das Stattkus-Verzeichnis, erschien 1985.
Im Mai 1992 wurde der Asteroid (5063) Monteverdi nach ihm benannt. Bereits seit 1974 ist er Namensgeber für die Monteverdi-Halbinsel in der Antarktis.

## Opernrezeption in der Gegenwart
Nach 1945 setzte zaghaft sowohl die wissenschaftliche Auseinandersetzung mit Monteverdis Opern als auch diejenige mit der Aufführungspraxis ein. 1963 präsentierten Regisseur Günther Rennert und Dirigent Herbert von Karajan erstmals L’incoronazione di Poppea an der Wiener Staatsoper. Die prominente Besetzung – mit Sena Jurinac (Poppea), Gerhard Stolze (Nerone), Margarita Lilowa (Ottawa), Otto Wiener (Ottone), Carlo Cava (Seneca), Hilde Rössel-Majdan (Arnalta), Gundula Janowitz (Drusilla/Pallas Athene) und Murray Dickie (Lucano) – trug erheblich zum Erfolg der Wiener Produktion mit zwanzig Aufführungen bis 1970 bei. Zwar dirigierte Karajan nur die Premierenserie der ersten vier Vorstellungen, doch übernahm danach der in Wien hoch angesehene und musikhistorisch kundige Hans Swarowsky die musikalische Leitung.
1971, 1985 und 1993 wurden alle erhaltenen Monteverdi-Opern bei den Salzburger Festspielen vorgestellt. 1972 präsentierte Nikolaus Harnoncourt an der Mailänder Scala Il ritorno d’Ulisse in patria. Der Monteverdi-Zyklus des Regisseurs Jean-Pierre Ponnelle und des Dirigenten Nikolaus Harnoncourt an der Oper Zürich in den 1970er Jahren führte zur definitiven Verankerung des Monteverdi’schen Bühnenwerks in den Spielplänen der großen europäischen Opernhäuser. Auch führte die erstmalige Befassung des Zürcher Opernorchesters mit Originalinstrumenten durch Harnoncourt zur späteren Begründung des Originalklangorchesters La Scintilla in den 1990er Jahren.
Seit der Umwidmung des Theaters an der Wien zu einem Opernhaus mit Stagionebetrieb im Jahr 2006 stellt Monteverdi auch eine zentrale Achse von dessen Spielplan dar. 2010 wurde in Kooperation mit dem Glyndebourne Festival L’incoronazione di Poppea in einer Inszenierung von Robert Carsen vorgestellt. Ein vollständiger Zyklus der drei Monteverdi-Opern wurde in den Jahren 2011, 2012 und 2015 an der Wien vom Regisseur Claus Guth betreut. Es spielten das Freiburger Barockorchester unter Ivor Bolton, Les Talens Lyriques unter Christophe Rousset und das Ensemble Matheus unter Jean-Christophe Spinosi.

## Werke

### Geistliche Werke
- Sacrae cantiunculae 3 v., Cremona 1582
- Madrigali spirituali 4 v., Brescia 1583
- Messa in illo tempore, 1610
- Vespro della beata vergine (Marienvesper) da concerto composta sopra canti fermi, 1610
- Selva morale e spirituale 1641, darin Messa a 4 v. da cappella
- Messa a 4 v. et salmi a 1–8 v. e parte da cappella & con le litanie della B.V. (Druck 1650)

### Weltliche Vokalwerke
- Canzonette 3 v., 1584
- 6 Bücher Madrigali a 5 v., 1587, 1590, 1592, 1603, 1605 (mit B.c.), 1614 (mit B.c., con uno dialogo a 7 v.)
- Concerto, 7. Madrigalbuch 1–4 e 6 v., 1619
- Madrigali guerrieri e amorosi …libro 8° 1–8 v. con B.c., 1638
- Madrigali e canzonette libro 9°, 1651
- 2 Bücher Scherzi musicali, 1607 und 1632
- Lamento d’Arianna, 1623; mit lateinischem Text als „Pianto della Madonna“, in: Selva morale …, 1641

### Bühnenwerke
- L’Orfeo, Mantua 1607
- L’Arianna, Mantua 1608

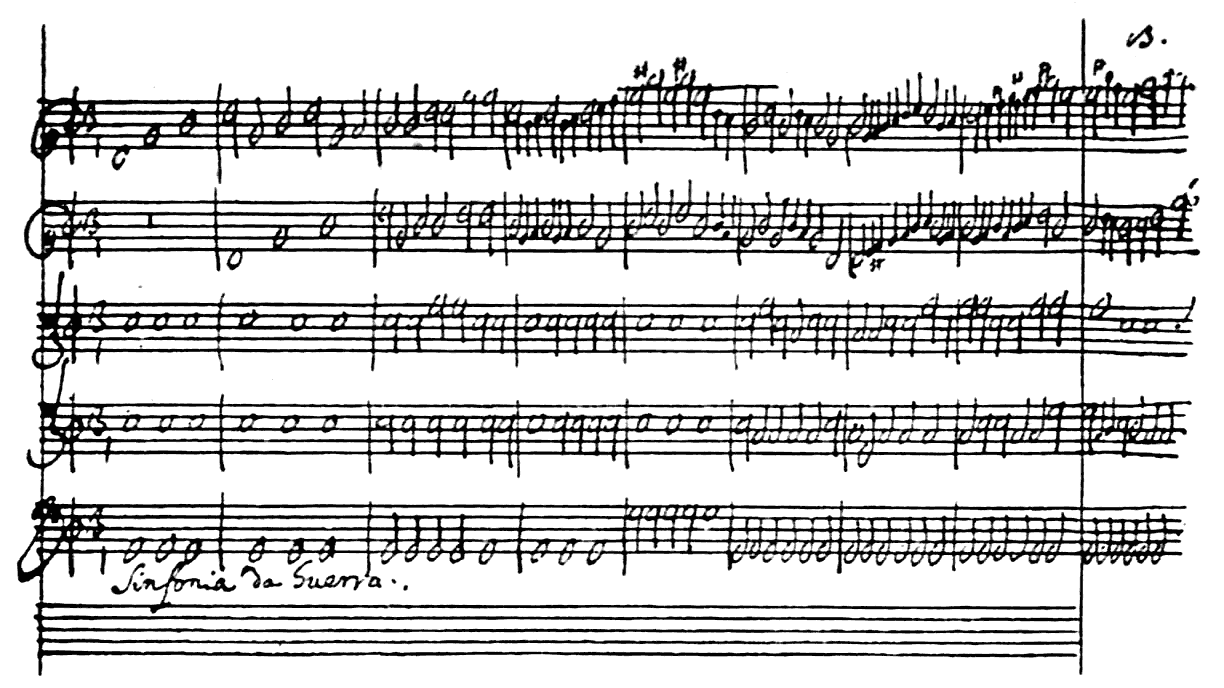
Auszug aus Il ritorno d’Ulisse in patria

- Prolog zu L’idroppica (Guarini), Mantua 1608 (verschollen)
- Il Ballo delle ingrate, Mantua 1608
- Tirsi e Clori (Dialogo e Ballo), Mantua 1616
- Prolog zu Maddalena, Mantua 1617
- Intermedien Le nozze di Teti e di Peleo, Mantua 1617 (verschollen)
- Andromeda, Mantua 1617 (verschollen)
- Lamento d’Apollo, ca. 1620 (verschollen)
- Il combattimento di Tancredi e Clorinda, Venedig 1624 (veröffentlicht in Madrigali guerrieri et amorosi … libro ottavo 1638)
- La finta pazza Licori, Mantua 1627 (verschollen)
- Armida, 1627 (verschollen)
- Prolog und Intermedien, u. a. Gli amori di Diana e di Endimione, Parma 1628 (verschollen)
- Torneo Mercurio et Marte, Parma 1628 (verschollen)
- Proserpina rapita, Venedig 1630 (verschollen)
- Ballo in onore dell’Imperatore Ferdinando III, Wien 1637
- Il ritorno d’Ulisse in patria, Venedig 1640
- Le nozze d’Enea con Lavinia, Venedig 1641 (verschollen)
- Ballett La vittoria d’amore, Piacenza 1641 (verschollen)
- L’incoronazione di Poppea, Venedig 1642 (in zwei Fassungen erhalten)